# 山西兽属 (中新世)

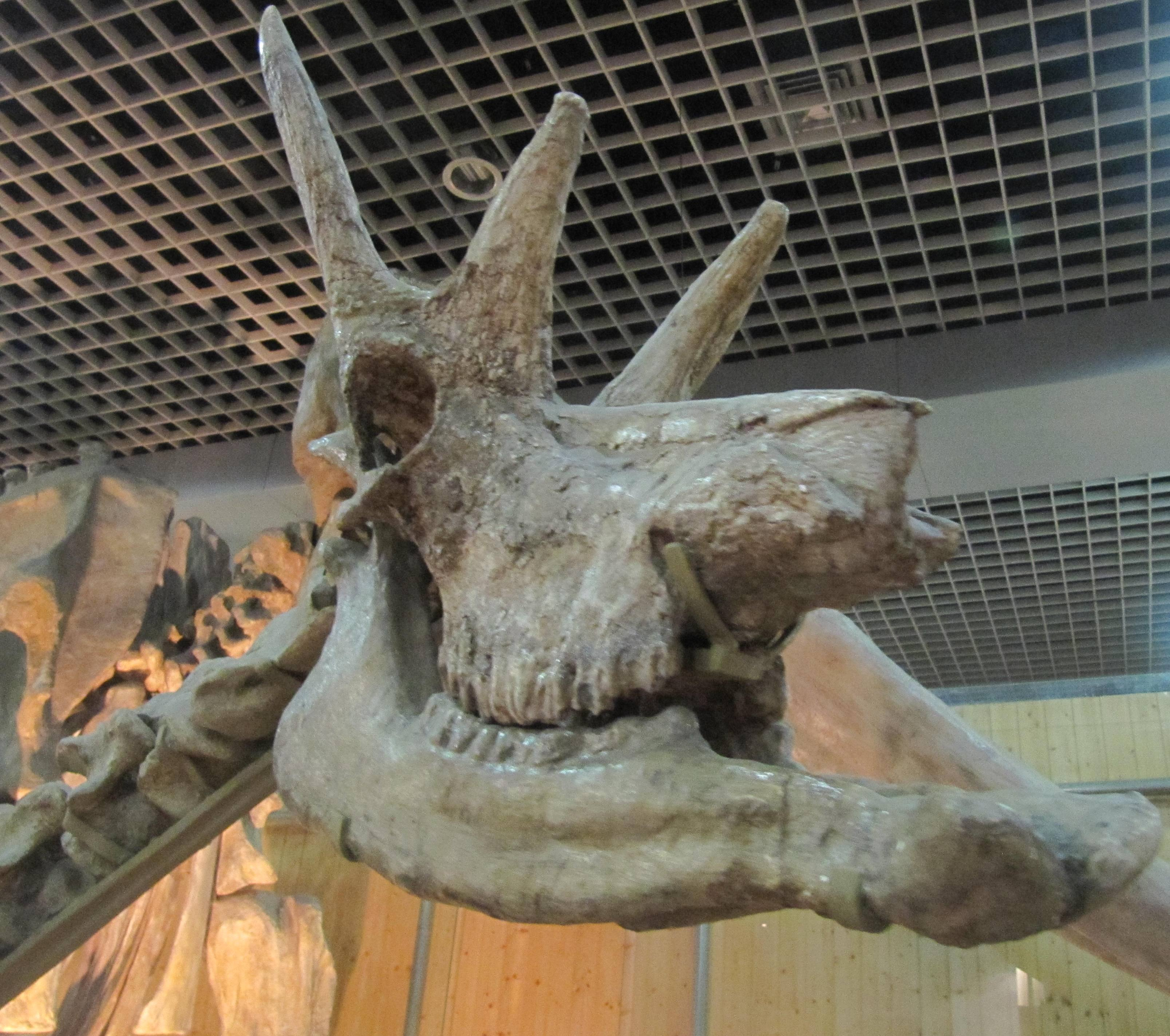
山西獸顱骨

山西獸（Shansitherium）是已滅絕的駝鹿或像鹿的長頸鹿，生存於中新世的中國山西。牠們是薩摩獸的近親，一些學者更認為山西獸是薩摩獸的異名。